# Vlag van Perlis

Vlag van Perlis (ratio 1:2)

De vlag van Perlis bestaat uit twee horizontale banen in de kleuren geel (boven) en blauw. Het blauw staat voor de radja van Perlis, het geel voor het volk en het tegen elkaar plaatsen van de kleuren voor de band tussen de radja en zijn volk. De vlag is bedoeld om te worden geproduceerd met een vlagverhouding van 1:2; een vroegere variant van de vlag met een verhouding van 2:3 is echter ook bekend.
De vlag lijkt op de vlag van Oekraïne, maar heeft een omgekeerde rangschikking van kleuren met donkerdere tinten blauw en geel en een andere vlagverhouding.
De vlag is in 1870 officieel aangenomen.